# Arachniodes tripinnata
Arachniodes tripinnata är en träjonväxtart som först beskrevs av Goldm., och fick sitt nu gällande namn av Sledge. Arachniodes tripinnata ingår i släktet Arachniodes och familjen Dryopteridaceae. Inga underarter finns listade.